# Estadio Al-Rashid
El Estadio Al-Rashid (en árabe: ملعبآلراشد) es un estadio multipropósito, que se utiliza eventualmente para los partidos de fútbol y en menor medida en partidos de rugby, que se encuentra en Dubái, en los Emiratos Árabes Unidos.
El estadio fue construido en 1948 y restaurado en el 2000, cuando se amplió para llegar a la capacidad actual de 12 000 espectadores. Los stands están descubiertas, excepto la principal.
Dentro del estadio se juegan los partidos locales del Al-Ahli ya que es su estadio sede, que juega en el UAE Arabian Gulf League (Liga Árabe del Golfo de los Emiratos Árabes Unidos en español), la liga de fútbol más alta categoría de los Emiratos Árabes Unidos. El estadio también ha sido sede de algunos partidos dentro de la selección nacional de fútbol de los Emiratos Árabes Unidos.
El estadio fue elegido una de las ocho sedes que albergaran la Copa Asiática 2019.

## Eventos de fútbol

### Copa Asiática 2019
- El estadio albergó cinco partidos de la Copa Asiática 2019.
| Fecha               | Selección #1   | Resultado | Selección #2    | Ronda            | Espectadores |
| ------------------- | -------------- | --------- | --------------- | ---------------- | ------------ |
| 8 de enero de 2019  | Arabia Saudita | 4 - 0     | Corea del Norte | Grupo E          | 5075         |
| 11 de enero de 2019 | Palestina      | 0 - 3     | Australia       | Grupo B          | 11 915       |
| 13 de enero de 2019 | Turkmenistán   | 0 - 4     | Uzbekistán      | Grupo F          | 4354         |
| 16 de enero de 2019 | Kirguistán     | 3 - 1     | Filipinas       | Grupo C          | 4217         |
| 22 de enero de 2019 | Corea del Sur  | 2 - 1     | Baréin          | Octavos de final | 7658         |